# ホテルFM
ホテルFM（Hotel FM）はルーマニアのバンドであり、2005年4月にイギリス人のデーヴィッド・ブライアン（David Bryan）とその友人・ガブリエル・バルツァ（Gabriel Băruţa）、アレックス・スューズ（Alex Szűz）によって結成された。バンドはルーマニアやドイツでコンサートをし、2006年春にプロモーションCDを発表した。

## ユーロビジョン・ソング・コンテスト
ホテルFMは2010年のユーロビジョン・ソング・コンテストのルーマニア国内選考で「Come As One」を歌い4位となった。2011年にも同大会の国内選考に挑んで優勝を果たし、2011年5月にドイツのデュッセルドルフで行われるユーロビジョン・ソング・コンテスト2011のルーマニア代表に選ばれた。